# Merlas
Merlas település Franciaországban, Isère megyében. Lakosainak száma 466 fő (2022. január 1.). Merlas Saint-Bueil, Saint-Nicolas-de-Macherin, Voissant, Massieu, Miribel-les-Échelles, Saint-Aupre és Saint-Geoire-en-Valdaine községekkel határos.

## Népesség
A település népességének változása:
| Lakosok száma | 373  | 320  | 381  | 463  | 498  | 499  | 487  | 479  | 476  | 466  |
|               | 1968 | 1982 | 1990 | 2006 | 2013 | 2015 | 2017 | 2019 | 2020 | 2022 |